# Ruta de Illinois 72
La Ruta de Illinois 72, y abreviada IL 72 (en inglés: Illinois Route 72) es una carretera estatal estadounidense ubicada en el estado de Illinois. La carretera inicia en el oeste desde la IL 73     en Lanark hacia el este en la IL 43     en Chicago. La carretera tiene una longitud de 178,2 km (110.71 mi).

## Mantenimiento
Al igual que las autopistas interestatales, y las rutas federales y el resto de carreteras estatales, la Ruta de Illinois 72 es administrada y mantenida por el Departamento de Transporte de Illinois por sus siglas en inglés IDOT.

## Cruces
La Ruta de Illinois 72 es atravesada principalmente por la  IL 59     en South Barrinton
 IL 58     en Schaumburg
 I 290  IL 53   en Schaumburg
 IL 83     en Elk Grove Village
 I 90     en Rosemont
 US 12  US 45   en Rosemont
 IL 171     en Chicago.